# Шаталін Андрій Германович
Андрій Германович Шаталін (прізвисько «Шатл»; 6 квітня 1960, Красноярськ, СРСР — 13 листопада 2023, Санкт-Петербург) — радянський і російський гітарист і клавішник, аранжувальник, автор пісень. Творець групи «Демокритов криниця», один із засновників групи «Аліса».

## Життєпис
Закінчив музичну школу-семилітку за класом фортепіано та гітари. У Красноярську грав у місцевій групі «Ілюзіон». 

### 1980-ті
У 1980 році вступив до Ленінградського Інституту Інженерів Залізничного Транспорту на будівельний факультет. Там, як і скрізь, був свій студентський клуб, завдяки якому він познайомився з безіменним гуртом, що складався зі студентів різних факультетів. Хоча сам гурт, за словами Шаталіна, був «повним порожняком».
У 1981  році разом з іншими студентами інституту Залізничного створює групу «Демокритов колодязь». Грав на гітарі і клавішах.
У 1983 році стає гітаристом створеного Святославом Задерієм гурту «Аліса». Задерій згадував: «Шаталіна я до того вже бачив. І коли дізнався, що людина з Красноярська змогла створити тут гурт, написати для нього і тексти і музику… Шаталін був такий — Залізний Дроворуб — абсолютно спокійний, чарівний чоловік. Він мені імпонував більше всіх в цій групі — а вони грали в стилі „Бостон“, досить жорстоку музику. І було видно, що від Шаталіна там основна енергія і йде. Незважаючи на те, що він сам по собі скромний і спокійний…».
У 1985 році він на деякий час залишає групу після отримання диплома залізничника і виїзду на розподіл до Риги.
У січні 1986 року сталася реорганізація «до-Кінчевського» складу «Аліси». На вокалі — співачка Людмила «Террі» Колот. Записано демо-версії пісень, які пізніше стали альбомом «Покоління ікс». У березні Шаталін і «Террі» відколюються і створюють власний проект «Що Робити?». У серпні Андрій повернувся в «Алісу».
15 серпня 1986 р. в Ленінграді відбувся квартирний концерт Олександра Башлачова, йому допомагали музиканти «Аліси». У 1999 р. запис було видано під назвою «Чорнобильські Бобилі на краю світу». Андрій Шаталін грав на гітарі.
У 1988 році під час запису альбому «Шостий лісничий» Шаталін через конфлікт з Кінчевим знову ненадовго залишає групу. Сталося це через розбіжності в думках щодо гітарного соло в пісні «Аеробіка». Кінчев: «Я змусив Шаталіна зіграти це соло так, як вважав за потрібне, після чого він назвав мене фашистом, Гітлером і пішов». У листопаді, після гастролей у Чехословаччині, Шаталін вийшов з групи разом з клавішником Кондратенко.
У січні 1989 року утворилася група «Замок 30» (Кондратенко). До квітня тривали репетиції, але потім, ще до перших концертів, Шаталін покинув колектив, повернувшись до Кінчева.

### 1990-2000-ні
Петро Самойлов: "Шатл — це музичний йог. Є такі люди — йоги, вони можуть хвилин по дванадцять у крижаній капсулі перебувати під водою без повітря і живими при цьому залишатися. Ось Шатл з цієї породи. Наприклад, на гітарі навчився грати таким чином. Він, як деякі підлітки, вів досить суворий спосіб життя: портвейн, доміно, а може, і «чайник» кому начистити… Він займався штангою і важив 90 кілограмів. І ось вони сиділи у дворику, випивали портвешок, а до них в магнітофоні потрапила бобіна з «Бітлз». 
Шатл каже: «Та ну, що це за музика! Це ж і я тобі зіграю». Йому кажуть: «гаразд, ти зіграєш!» «Ні», — говорить, — «Зіграю, дуже просто». І по п'яній лавочці вони побилися об заклад на ящик цього самого портвейну. Серйозна була суперечка, неабияка: ящик портвейну. Шатл сказав: «Все, через три дні». І пішов. Нарив десь гітару або відняв у когось, можливо, і за три дні вивчив соло, ніколи до цього не тримав у руках інструменту. Це було те саме знамените соло бітлів, яке він відіграє у нашій пісні «Мій рок-н-рол ніколи не був першим». Мужики віддали ящик портвейну, а Шатл став грати на гітарі. Шатл — деяка протилежність Мишані. 
І ось він упертий саме на гітарній музиці. Тому і любить музику десятирічної давності. Тоді був пік гітарного експериментаторства. Крім того, Шатл — теоретик у-шу, кунг-фу і всяких східних єдиноборств. І займався він, тренувався за всіма методиками. Але настав переломний момент. Десь вони випивали, на якомусь московському святі. І хто там на кого-то почав наїжджати, і Шатл вирішив захистити і поставив руки в стійку, і абсолютно стороння людина вдарив його по пальцю, і він у опух і захворів, і Шатл не міг грати. Тому він — чистий теоретик". Костянтин Кінчев: "На осінніх гастролях ми заробили грошей, і кожен розпорядився ними, як хотів. Шатл купив собі настінний кінотеатр, величезну машину, яка коштує півтори тисячі доларів. Чому він це зробив? Тому що його «супер-нінтендо» до інших форматів не підходила. Ось це характеризує Шатлу. У нього якась практика, як він сам каже: «Я встаю, годинки чотири граю в „супер-нінтенду“, годинок шість граю на гітарі. Потім граю ще пару годинок в „супер-нінтенду“, потім лягаю спати». Ось так".
Андрій Шаталін: «Я не великий шанувальник гітарних примочок. Оцінювати себе досить важко. Нехай про це судять слухачі. Мені здається, ще не досяг свого найвищого рівня, тому практично кожен день граю на гітарі по кілька годин…».
У грудні 2003 року після концертного туру в підтримку альбому «Зараз пізніше, ніж ти думаєш» йде з групи, цього разу остаточно. Хтось пустив чутку, що це Кінчев вигнав Шаталіна, супроводивши звільнення словами «Іменем Господа Бога, ти звільнений!». Вадим Курильов сказав про це так: «Сподіваюся, розумієте, що це жарт. Шаталін і Нефьодов пішли самі, не бажаючи більше терпіти принижень, яким піддавалися в останні роки перебування в групі». 

## Остаточний вихід з гурту «Аліса»
Лідер «Аліси» розповідав: «Те, що сталося, назрівало вже досить давно. Можу лише сказати про те, що Андрій і Миха оголосили про свій вихід не колективу, а директору 28 листопада. Власне через Батагова ми і дізналися цю новину. Не буду приховувати, що 25 листопада після концерту в Краснодарі між мною, Петром, Мішею і Шатлом відбулася досить жорстка, але, як мені тоді здавалося, конструктивна розмова. Роз'їжджаючись по домівках, ми по-братськи обнялися і запевнили один одного у братній любові… 
Тому звістка про відхід Міші і Шатлу через три дні було несподіваною. Шатлу я подзвонив, ми з ним добре поговорили… Якщо передумає, ми завжди будемо раді його поверненню. Зараз, коли емоції відхлинули, я і вся група, чесно кажучи, сприймаємо вихід Шатлу і Миші з величезним почуттям вдячності…».

## Електронна музика
Михайло Нефьодов, ставши барабанщиком групи «Електричні партизани», кликав грати разом Шаталіна, але той зайнявся електронною музикою — пішов з рок-музики.
У 2007 році вийшов його сольний альбом «8 Мелодій Для Електричного Піаніно» (KDK Records). Кілька композицій з цього альбому («Флейта з водостічної труби», «Алюмінієвий журавель», «Проста історія», «Захід сонця») увійшли до саундтреку до фільму «Прекрасне завтра» (2011).
6 травня 2013 року на вечорі пам'яті Святослава Задерія в Санкт-Петербурзі, Арт-салон «Невський, 24», дебютував проект «Це» (Андрій Шаталін — гітара, Михайло Нефедов — барабани, Павло Кондратенко — клавіші, Олександр Желамський — вокал, Сергій Ваганов — декламація).